# Hans Hedtoft (politicus)
Hans Hedtoft (Aarhus, 21 april 1903 - Stockholm, 29 januari 1955) was een Deens politicus voor de Socialdemokraterne.
Hedtoft was van 1939 tot 1955 voorzitter van de Socialdemokraterne en eerste minister van 1947 tot 1950 en van 1953 tot 1955. Tijdens zijn bewind werd een systeem van progressieve inkomstenbelastingen ingevoerd en werd Denemarken lid van de NAVO (1949), nadat een poging om tot een Scandinavisch Defensief Verbond te komen was mislukt. Begin 1955 stierf hij op 51-jarige leeftijd aan een hartaanval tijdens een vergadering van de Noordse Raad, die hij had helpen oprichten en waarvan hij de eerste voorzitter was.

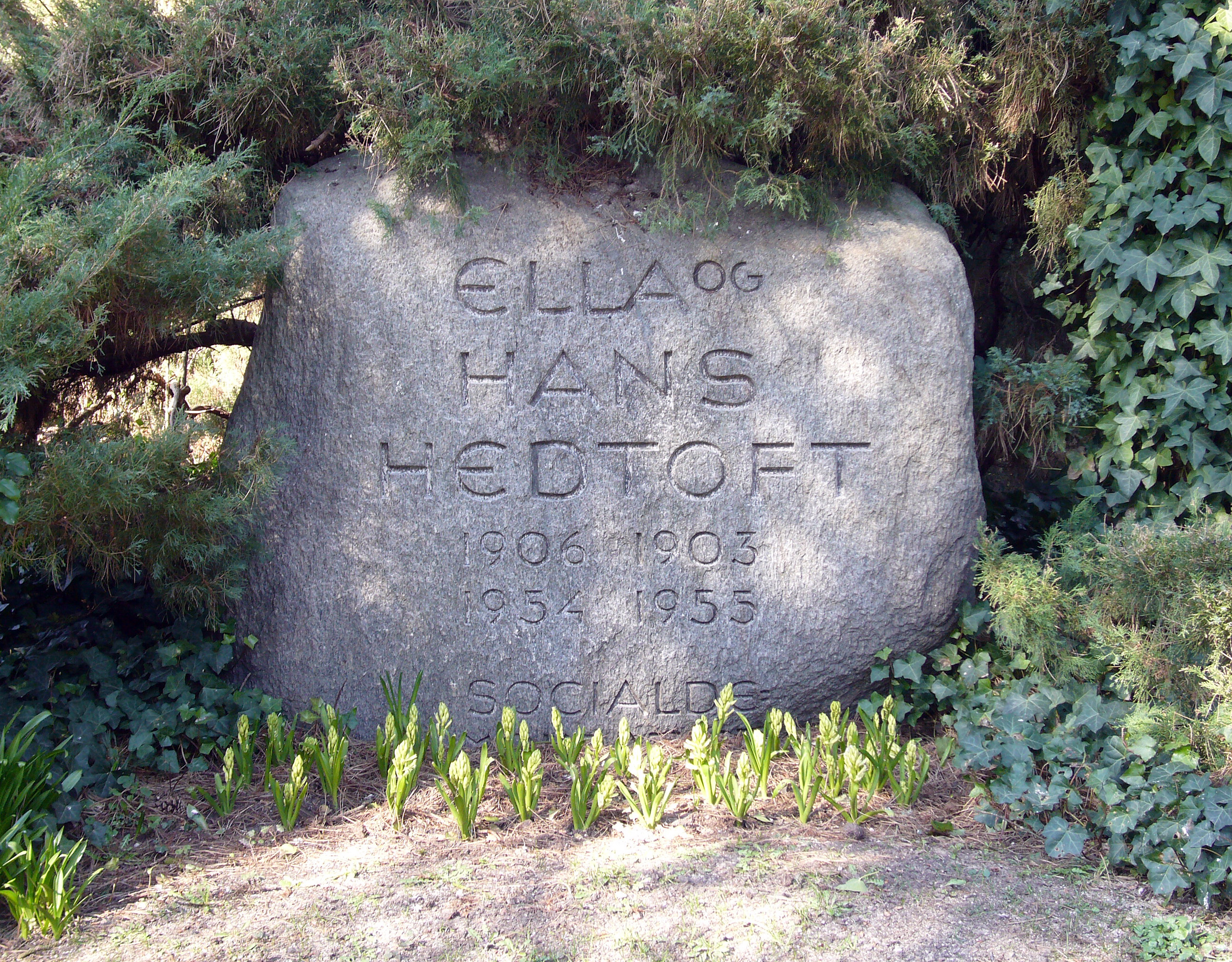
Grafsteen van Hans Hedtoft

- Bibliothèque nationale de France: cb135084908 (data)
- Gemeinsame Normdatei: 120119811
- International Standard Name Identifier: 0000 0000 6678 3432
- Library of Congress Control Number: no97060155
- National Archives and Records Administration: 77821764
- Nationale Bibliotheek van Tsjechië: jn20000700686
- Nationale Bibliotheek van Israël: 987007262551405171
- Nederlandse Thesaurus van Auteursnamen: 17519243X
- LIBRIS: 207834
- SNAC: w63f7npq
- Système universitaire de documentation: 050273051
- Virtual International Authority File: 64829797
- WorldCat: E39PBJhhpjKYFCT6fjdpffQrMP